# MMP1
MMP1 (англ. Matrix metallopeptidase 1) – білок, який кодується однойменним геном, розташованим у людей на короткому плечі 11-ї хромосоми. Довжина поліпептидного ланцюга білка становить 469 амінокислот, а молекулярна маса — 54 007.
| 10         |  | 20         |  | 30         |  | 40         |  | 50         |
| ---------- |  | ---------- |  | ---------- |  | ---------- |  | ---------- |
| MHSFPPLLLL |  | LFWGVVSHSF |  | PATLETQEQD |  | VDLVQKYLEK |  | YYNLKNDGRQ |
| VEKRRNSGPV |  | VEKLKQMQEF |  | FGLKVTGKPD |  | AETLKVMKQP |  | RCGVPDVAQF |
| VLTEGNPRWE |  | QTHLTYRIEN |  | YTPDLPRADV |  | DHAIEKAFQL |  | WSNVTPLTFT |
| KVSEGQADIM |  | ISFVRGDHRD |  | NSPFDGPGGN |  | LAHAFQPGPG |  | IGGDAHFDED |
| ERWTNNFREY |  | NLHRVAAHEL |  | GHSLGLSHST |  | DIGALMYPSY |  | TFSGDVQLAQ |
| DDIDGIQAIY |  | GRSQNPVQPI |  | GPQTPKACDS |  | KLTFDAITTI |  | RGEVMFFKDR |
| FYMRTNPFYP |  | EVELNFISVF |  | WPQLPNGLEA |  | AYEFADRDEV |  | RFFKGNKYWA |
| VQGQNVLHGY |  | PKDIYSSFGF |  | PRTVKHIDAA |  | LSEENTGKTY |  | FFVANKYWRY |
| DEYKRSMDPG |  | YPKMIAHDFP |  | GIGHKVDAVF |  | MKDGFFYFFH |  | GTRQYKFDPK |
| TKRILTLQKA |  | NSWFNCRKN  |  |            |  |            |  |            |

A: Аланін

C: Цистеїн

D: Аспарагінова кислота

E: Глутамінова кислота

F: Фенілаланін

G: Гліцин

H: Гістидин

I: Ізолейцин

K: Лізин

L: Лейцин

M: Метіонін

N: Аспарагін

P: Пролін

Q: Глутамін

R: Аргінін

S: Серин

T: Треонін

V: Валін

W: Триптофан

Кодований геном білок за функціями належить до гідролаз, протеаз, металопротеаз, фосфопротеїнів. 
Задіяний у такому біологічному процесі, як взаємодія хазяїн-вірус. 
Білок має сайт для зв'язування з іонами металів, іоном цинку, іоном кальцію. 
Локалізований у позаклітинному матриксі.
Також секретований назовні.